# Aeroporto di Carpi-Budrione
L'Aeroporto di Budrione (IATA: nessuno, ICAO: LIDU), è un aeroporto italiano situato a 20 km a nord della città di Modena, lungo la strada statale 413 in direzione di Mantova, nel territorio del comune di Carpi.

## Descrizione
L'aeroporto si trova nelle vicinanze degli altri aeroporti regionali di Parma e Reggio Emilia disposti più a sud lungo l'asse della Via Emilia, più sviluppati e frequentati. La struttura, intitolata alla memoria dell'aviere Danilo Ascari, è dotata di una pista in asfalto lunga 850 m e larga 20 posta ad un'elevazione di 21 m / 69 ft sul livello del mare. La pista ha un orientamento 02-20, la frequenza della radio locale è 123.00 MHz. L'aeroporto è gestito dall'Aeroclub Carpi ed effettua attività secondo le regole e gli orari VFR.

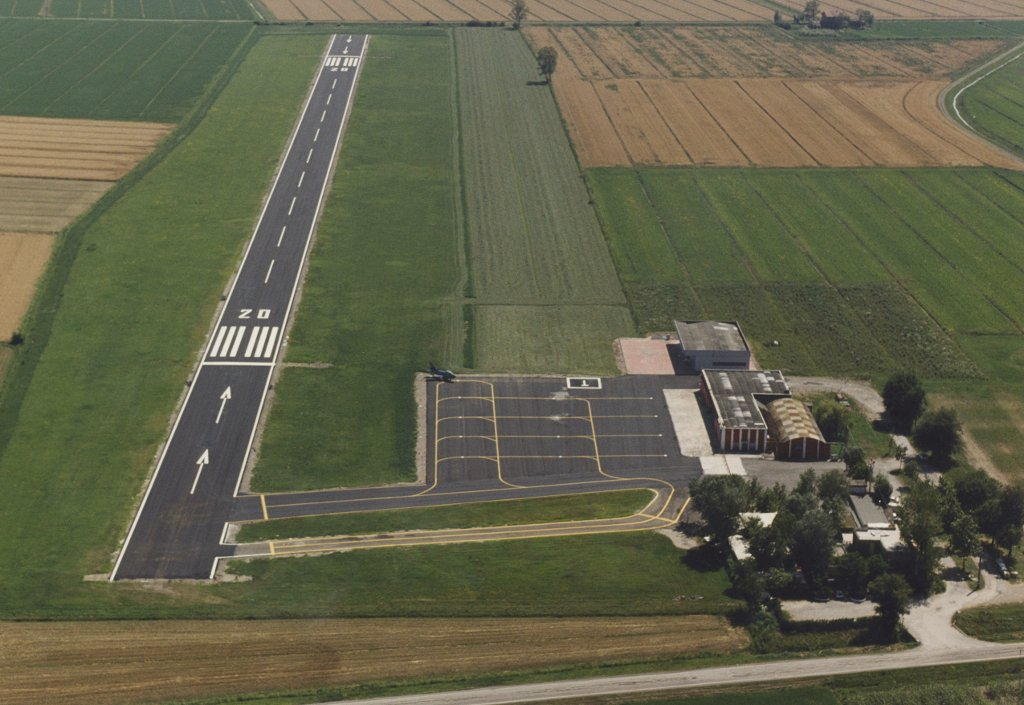
L'aeroporto nel 2000

## Storia
Nel 2006, in concomitanza con una iniziativa imprenditoriale delle Officine Aeronautiche Ghidotti che ha visto la creazione sull'aeroporto di un nucleo per un polo della manutenzione degli aerei da turismo, il sindaco di Carpi espresse la volontà di investire sulla struttura, con l'intenzione di ampliare la pista e rendere l'aeroporto un'opportunità per l'economia locale. Nello stesso anno avvenne l'esibizione delle Frecce Tricolori. Nel 2015 venne approvato un progetto di ampliamento dello scalo in due stralci: il primo riguardava l'ampliamento delle aviorimesse, la costruzione di strade interne e di edifici di servizio; con il secondo si prevedeva l'ampliamento della pista.
Nella primavera del 2017 cominciarono i lavori di costruzione delle strade interne e delle nuove aviorimesse.
Il 19 settembre 2021 alle 17:00 una tromba d'aria travolge l'aeroclub Città di Carpi, provocando ingenti danni all'hangar e a 7 aerei da diporto.